# Alina Schamilewna Junewa
Alina Schamilewna Junewa (russisch Алина Шамилевна Юнева, wiss. Transliteration; englische Schreibweise Alina Yuneva; * 10. Juli 2008) ist eine russische Tennisspielerin.

## Karriere
Junewa spielt bislang vorrangig Turniere der ITF Women’s World Tennis Tour, wo sie bislang zwei Titel im Doppel gewann.

## Turniersiege

### Doppel
| Nr. | Datum        | Turnier    | Kategorie | Belag | Partnerin              | Finalgegnerin                   | Ergebnis         |
| --- | ------------ | ---------- | --------- | ----- | ---------------------- | ------------------------------- | ---------------- |
| 1.  | 17. Mai 2025 | Zaghkadsor | ITF W15   | Sand  | Walerija Juschtschenko | Ani Amiraghjan Elina Nepli      | 6:4, 4:6, [10:6] |
| 2.  | 24. Mai 2025 | Zaghkadsor | ITF W15   | Sand  | Walerija Juschtschenko | Kira Bataikina Kristina Kroitor | 7:67, 6:3        |